# Templete

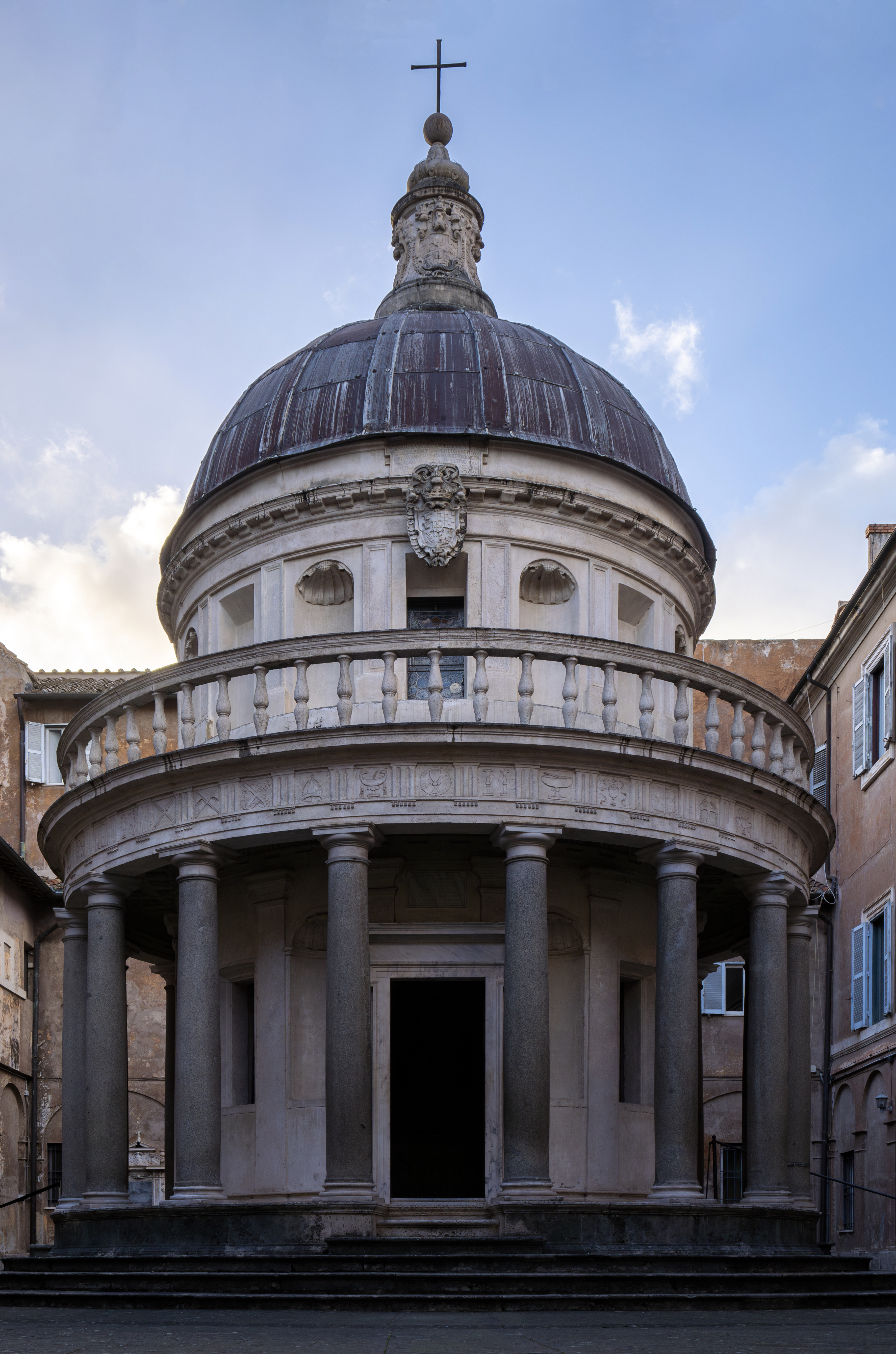
Templete de San Pietro in Montorio.

Un templete es una pequeña estructura con forma de templo, habitualmente destinada a albergar algún objeto. Por norma general los templetes alojan elementos religiosos o funerarios, tales como restos fúnebres, iconos, imágenes o reliquias, aunque en ocasiones son simplemente conmemorativos. Por extensión también han recibido el nombre de templetes muchas edificaciones singulares de pequeño tamaño, con independencia de su uso, así como algunos elementos decorativos que adoptan o recuerdan la forma de un templo, como por ejemplo algunos diseños de linterna en el remate de una cúpula.
Los templetes suelen ser construcciones cerradas, mientras que si carecen de paredes suele hablarse de pabellones, baldaquinos o quioscos. Los quioscos de música también son denominados a veces "templetes de música".

## Historia

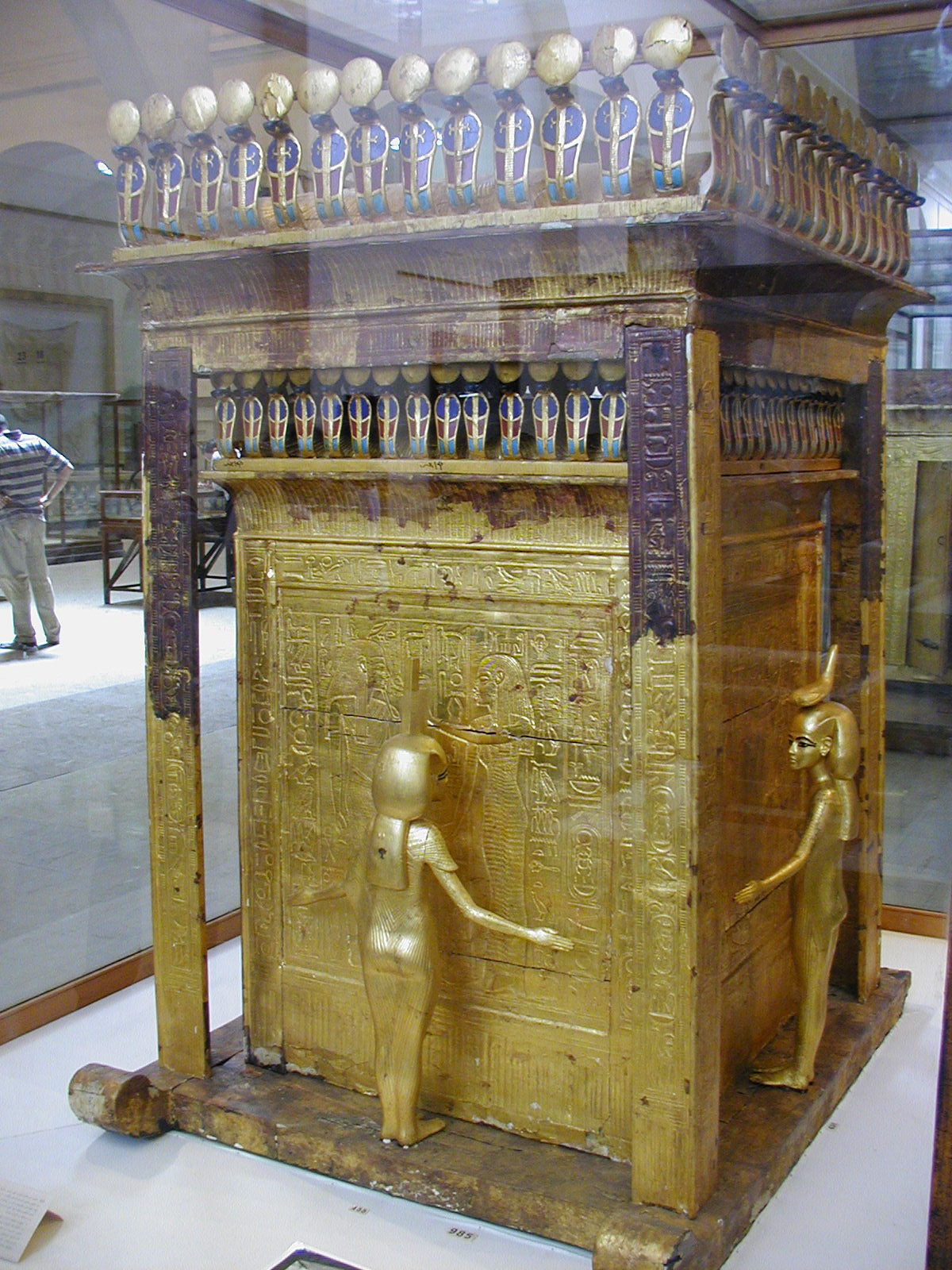
Caja de vasos canopos de Tutankamon con forma de templete, del siglo XIV a. C.

La construcción de templetes se remonta a los orígenes de la cultura humana. Ya se conocen templetes en Mesopotamia y en el antiguo Egipto (como el de Tutankamon), y su uso ha acompañado a las religiones icónicas e idólatras[cita requerida] a lo largo de la historia.

## Arquitectura
Aunque el uso del término "templete" es muy genérico y se aplica a construcciones de muy diversas culturas y épocas, estas estructuras suelen compartir dos rasgos comunes: una marcada función simbólica, y un coste relativamente reducido debido a su pequeño tamaño. Estas características han favorecido que los templetes hayan servido en numerosas ocasiones como laboratorio de pruebas para nuevos conceptos estilísticos, generándose piezas de elevado valor artístico. Así, quizás el templete más conocido sea del de San Pietro in Montorio, diseñado en 1502 por Bramante, y que según muchos autores representa la síntesis de la arquitectura renacentista. 
También son conocidos los "templetes de metro" de la época modernista, los templetes telefónicos que sostenían el cableado urbano primitivo y los templetes neoclásicos con los que se gustaba decorar los llamados "jardines ingleses" o románticos durante los siglos XVIII y XIX.